# Winston Chao
Winston Chao (chinesisch 趙文瑄 / 赵文瑄, Pinyin Zhào Wénxuān, W.-G. Chao Wen-hsuan, Jyutping Ziu6 Man4syun1; * 9. Juni 1960 in Taiwan) ist ein taiwanischer Schauspieler.

## Wirken
Mit seinem Filmdebüt im oscarnominierten Film Das Hochzeitsbankett aus dem Jahr 1993 wurde Chao international bekannt. Es folgten danach weitere Rollen wie in  Rote Rose weiße Rose oder Eat Drink Man Woman. Den Revolutionsführer Sun Yat-sen verkörperte er bisher viermal. Sein aktueller Film in dieser Rolle ist 1911 Revolution, an dem er neben Regisseur Jackie Chan eine der Hauptrollen übernimmt.

## Filmografie (Auswahl)
- 1993: Das Hochzeitsbankett (Xi yan)
- 1994: Eat Drink Man Woman (Yin shi nan nü)
- 1994: In Between (San tung gui see doi)
- 1994: Rote Rose weiße Rosse (Hong mei gui bai mei gui)
- 1995: I Want to Going on Living (Wo yao huo xia qu)
- 1995: Xiu Xiu (Xiu Xiu han ta de nan ren)
- 1996: In a Strange City (Zai mo sheng de cheng shi)
- 1996: Thunder Cop (Xin die xue shuang xiong)
- 1996: Tonight Nobody Goes Home (Jin tian bu hui jia)
- 1997: Destination 9th Heaven (Chong shang jiu chong tian)
- 1997: Island of Greed (Hak gam)
- 1998: A Little Life-Opera (Yi sheng yi tai xi)
- 1999: Intimates (Ji sor)
- 2001: A War Diary (Fernsehserie)
- 2002: The Touch
- 2007: Road to Dawn (Ye ming)
- 2011: 1911 Revolution (Xinhai Geming)
- 2012: Great Rescue
- 2013: The Palace
- 2016: Kabali
- 2016: Skiptrace
- 2018: Meg (The Meg)